# 富山県道277号福野城端線
富山県道277号福野城端線（とやまけんどう277ごう ふくのじょうはなせん）は、富山県南砺市内を通る一般県道（富山県道）である。

## 概要

### 路線データ
- 起点：富山県南砺市松原1117[1]（＝富山県道20号砺波福光線交点）
- 終点：富山県南砺市是安4736[1]（＝細木交差点・国道304号交点）

## 歴史
- 1960年（昭和35年）4月23日：路線認定[1][2]

## 路線状況

### 重複区間
- 富山県道279号安居福野線（南砺市福野・田中町交差点 - 同市福野・上町交差点）
- 富山県道71号池尻福野線（南砺市福野・上町交差点 - 同市苗島）

## 地理

### 通過する自治体
- 富山県南砺市

### 接続する道路
- 富山県道20号砺波福光線（南砺市松原：起点）
- 国道471号（南砺市松原・松原東交差点）
- 富山県道279号安居福野線（南砺市福野・田中町交差点）
- 富山県道71号池尻福野線、富山県道279号安居福野線（南砺市福野・上町交差点）
- 富山県道278号福野停車場線（南砺市松原新）
- 富山県道71号池尻福野線（南砺市苗島）
- 富山県道27号金沢井波線（南砺市宗守・宗守交差点）
- 富山県道293号長楽寺福光線（南砺市大窪・大窪交差点）
- 国道304号、富山県道292号城端嫁兼線（南砺市細木・細木交差点：終点）

### 周辺
- 南砺市立福野病院
- 砺波信用金庫 本店
- JR城端線 福野駅
- 福野郵便局
- 南砺市役所 福野庁舎（福野行政センター、旧福野町役場）
- 川田テクノロジーズ 富山本社
  - 川田工業 富山工場
- 東海北陸自動車道
- 富山県立南砺福野高等学校 北山田農場
- 公立南砺中央病院
- 特別養護老人ホーム やすらぎ荘
- 富山県立となみ総合支援学校
- 国立病院機構北陸病院